# Рюдшё, Элси
Элси Элисабет Рюдшё (швед. Elsie (Elsi) Elisabet Rydsjö; 17 августа 1920, Сконе — 8 января 2015, Симрисхамн) — шведская писательница, автор исторических романов.

## Биография и творчество
Элси Рюдше родилась в 1920 году. Её родителями были Даниэль Рюдшё, писатель и поэт, и Сигне Сернер, сестра писателя Гуннара Сернера, известного под псевдонимом Франк Хеллер. Сама Элси опубликовала свою первую книгу, «Parhästarna», в двадцатилетнем возрасте. Она стала первой в серии шести романов для девочек. В 1938 году Элси Рюдшё вышла замуж за профессора Коре Фройера, в браке с которым у неё родилось трое детей. Затем она долгое время работала в издательствах Allhems Förlag в Мальмё и Åhlén & Åkerlund в Стокгольме.
После первой публикации Элси Рюдшё сделала длительную паузу и вернулась в литературу лишь в 1962 году, когда вышел её поэтический сборник «Dedikation». В следующем году она опубликовала семейную сагу «Kavalkad». Однако сама писательница своим настоящим «вторым дебютом» считала начало сотрудничества с издательством Альберта Бонье и выход в 1977 году романа «Kvinnorna på Stensvik». Он стал первым в трилогии о смоландской деревне Стенсвик, посвящённой преимущественно условиям жизни женской части населения.
В общей сложности Элси Рюдшё написала 23 романа, в основном на исторические темы, центральными персонажами которых зачастую являются женщины. В некоторых из них она обращалась к редкой теме роли женщин в военных конфликтах. В конце 1970-х и на протяжении последующих десятилетий Рюдшё стала одним из самых читаемых авторов Швеции.
В возрасти 63 лет Элси Рюдшё уехала в Ирландию, но через семь лет вернулась в Швецию, в Сконе, и поселилась в Симрисхамне, где умерла в 2015 году.